# 酵素燃料電池
酵素燃料電池（英: enzymatic biofuel cell、または酵素バイオ燃料電池）とは酵素を使用する燃料電池。

## 概要
酵素燃料電池は直接エタノール燃料電池等の燃料電池と同様に有機物を酸素と電気化学的に反応させる事により化学エネルギーを電気エネルギーに変換する。
生物燃料電池と一部重複するが、触媒として酵素を使用するという点において共通点があるものの、生きている微生物を利用する形式と酵素のみを使用する形式がある。
ヒドロゲナーゼが候補として有望である。

## 利点
- 常温で作動する。

## 欠点
- 燃料の種類が酵素に悪影響を与えない種類に限られる。
- 様々な理由により酵素が劣化しやすい
- 特定の温度などの条件下でなければ作動せず、作動条件が限られる

## 課題
酵素燃料電池は電極に修飾された酵素を利用して燃料をイオン化するが、様々な要因により酵素が劣化する。酵素が劣化すると発電力が下がる。